# The Quiller Memorandum
The Quiller Memorandum (conocida en español como Conspiración en Berlín en España y ¿Quién es Quiller? en México y Uruguay) es una película británica de espionaje neo-noir, estrenada en 1966. Se trata de una adaptación de la novela de espías The Berlin Memorandum (1965), de Elleston Trevor, con guion de Harold Pinter y dirigida por Michael Anderson. Está protagonizada por George Segal, Alec Guinness, Max von Sydow y Senta Berger. La película se rodó en la ciudad de Berlín Occidental y en los estudios Pinewood. Fue nominada a tres premios BAFTA, mientras que Pinter fue nominado a un premio Edgar por el guion. Su estreno mundial fue el 10 de noviembre de 1966 en el Odeon Leicester Square, en el West End de Londres .

## Argumento
En un Berlín desierto un hombre llama desde una cabina telefónica. De pronto, es asesinado a tiros por un pistolero irreconocible. El muerto es el agente secreto británico Kenneth Lindsay Jones. Más adelante, durante un almuerzo en un club exclusivo de Londres, cerca del Palacio de Buckingham, los directivos de una agencia secreta no identificada, Gibbs y Rushington, deciden enviar al agente estadounidense Quiller para terminar una misión. Quiller se ve con otro agente, Pol, en el Estadio Olímpico de Berlín y se entera de que debe encontrar la sede de Phoenix, una organización neonazi.
Quiller sale del hotel Konigshof en Kurfürstendamm de Berlín Occidental y se enfrenta a un hombre que lo ha estado siguiendo, y se entera de que es un agente, Hengel. Hengel le entrega algunos documentos y fingiendo ser un reportero, Quiller visita la escuela que se cita en el artículo. La directora le presenta a una profesora que habla inglés, Inge Lindt. Tras la entrevista, la lleva a su apartamento, pero se detienen para tomar una copa. De nuevo Quiller se enfrenta a un hombre que parece estar siguiéndolos, revelando que él habla alemán con fluidez. Cuando Quiller regresa a su hotel, un mozo golpea la pierna de Quiller con una maleta en los escalones. Quiller se marcha, logra sacudir a Hengel, luego se da cuenta de que los hombres en otro automóvil lo siguen. Quiller se adormece por una droga que le inyectó el portero en la entrada del hotel. Cuando Quiller se desmaya en una parada de tráfico, el otro automóvil se detiene y lo secuestra.
Quiller se despierta en una mansión en ruinas, rodeado de muchos de los personajes secundarios anteriores. Todos son miembros de Phoenix, dirigidos por el aristócrata alemán cuyo nombre en código es Oktober. Quiller evita responder a las preguntas de Oktober sobre la agencia de Quiller, hasta que un médico le inyecta un suero de la verdad, tras lo cual revela algunas pistas menores. En una finta para ver si Quiller revelará más por descuido, Oktober decide perdonarle la vida.
Quiller se despierta junto al río Spree de Berlín. Roba un taxi, se evade un vehículo que lo persigue y se aloja en un sórdido hotel. Llama a Inge y queda en encontrarse. Primero se encuentra con Pol, quien le explica que cada lado está tratando de descubrir y aniquilar la base del otro.
Quiller le admite a Inge que es un "investigador" tras la pista de los neonazis. Después de tener relaciones sexuales, inesperadamente revela que un amigo estuvo anteriormente involucrado con neonazis y podría conocer la ubicación del cuartel general de Phoenix. El amigo resulta ser Hassler, que ahora es mucho más amigable. Hassler los lleva a encontrarse con un viejo contacto que dice que sabe mucho más, que resulta ser la directora de Inge. Ella afirma que entregó al maestro del artículo y señala la mansión de Phoenix en ruinas.
Cuando Quiller decide investigar el edificio, Inge dice que lo esperará, mientras que Hassler y la directora les dejan uno de sus autos. Inge le dice que lo ama y él le dice un número de teléfono para llamar si no regresa en 20 minutos.
Quiller entra en la mansión y se enfrenta a los matones de Phoenix. Oktober revela que se mudarán de base al día siguiente y que han capturado a Inge. Oktober exige que Quiller revele la base del Servicio Secreto de Inteligencia (SIS) al amanecer o matarán a Inge. Quiller es liberado. Camina por la misma calle donde le dispararon a Jones, pero descubre que los hombres de Oktober lo siguen. Después de que se le impidió usar un teléfono, Quiller corre hacia un tren elevado y, pensando que ha logrado deshacerse de los hombres de Oktober, sale por el otro lado de la estación elevada solo para encontrarse con ellos nuevamente.
Quiller luego regresa a su hotel, seguido por los hombres que permanecen afuera. Se da cuenta de que el conserje está sentado donde puede ver a cualquiera que se vaya. Quiller sale por una puerta lateral al pequeño patio del garaje donde se guarda su automóvil. Encuentra que se ha atado una bomba debajo y la coloca en el capó del automóvil para que se deslice lentamente y se caiga debido a la vibración del motor en marcha. Se las arregla para saltar la pared de su puesto de garaje, así como el contiguo y luego salir al costado del edificio antes de la detonación. Está protegido detrás del edificio cuando explota la bomba. Los matones lo creen muerto cuando ven los restos en llamas.
Quiller llega a la oficina secreta de Pol en Berlín y le da la ubicación del edificio donde conoció a Oktober. Pol envía un equipo al cuartel general de Phoenix, que captura con éxito a todos los miembros de Phoenix. Quiller se sorprende al saber que no se encontraron mujeres.

## Reparto
- George Segal : Quiller
- Alec Guinness : Pol
- Max von Sydow : octubre
- Senta Berger : Inge Lindt
- George Sanders : Gibbs
- Robert Helpmann : Weng
- Robert Flemyng : Rushington
- Peter Carsten : Hengel
- Edith Schneider : directora
- Günter Meisner : Hassler
- Philip Madoc : Oktober's Man (Hombre con pantalones marrones)

## Premios y recepción crítica
En los premios BAFTA de 1967, la película tuvo nominaciones en las categorías de mejor dirección de arte, montaje y guion, pero no ganó. Harold Pinter fue nominado a un premio Edgar en la categoría de Mejor Película, pero tampoco ganó.
En una reseña contemporánea para The New York Times, el crítico Bosley Crowther escribió: "Claramente, 'The Quiller Memorandum' es una tontería hecha en un estilo y con una partitura musical de John Barry que podría llevarlo a pensar que es Arte. Pero no dejes que te engañe ni por un minuto, ni el Sr. Segal, ni Senta Berger como la niña. Todo, incluidos estos dos actores, es tan hueco como un caparazón".
El sitio web del agregador de reseñas Rotten Tomatoes informa que el 67% de los críticos le dieron a la película una calificación positiva, según 12 reseñas, con una puntuación promedio de 7.4/10. Variety escribió que "se basa en una historia narrativa directa, un diálogo ilustrado simple pero sostenido y personajes bien dibujados". Ian Nathan de Empire describió la película como "tonta, anticuada y completamente confusa la mayor parte del tiempo, pero innegablemente divertida" y la calificó con 3/5 estrellas.

### Taquilla
Según los registros de Fox, la película necesitaba ganar $ 2,600,000 en alquileres para alcanzar el punto de equilibrio y ganó $ 2,575,000, lo que significa que inicialmente mostró una pérdida marginal, pero las ventas posteriores de televisión y videos domésticos la movieron al negro.

## Partitura y banda sonora
La banda sonora atmosférica principalmente orquestal compuesta por John Barry fue lanzada por Columbia Records en 1966. Interpretada por Matt Monro, "Wednesday's Child" también fue lanzada como sencillo.
1. "Wednesday's Child" – main theme (instrumental)
2. "Quiller Caught" – The Fight
3. "The Barrel Organ"
4. "Oktober" – Walk from the River
5. "Downtown" (compuesto por Tony Hatch)
6. "Main Title Theme"
7. "Wednesday's Child" – versión vocal (letra: Mack David / voz: Matt Monro)
8. "The Love Scene" – The Old House
9. "Autobahn March"
10. "He Knows The Way Out"
11. "Night Walk in Berlin"
12. "Quiller and the Bomb"
13. "Have You Heard of a Man Called Jones?" – closing theme